# Diachasmimorpha
Diachasmimorpha  (лат.) — род паразитических наездников из семейства Braconidae. Встречаются повсеместно (космополиты), кроме северо-западной Европы. Усики состоят из 35—67 члеников. Жилка 2-SR переднего крыла, как правило, развита (редко отсутствует). 3-й тергит гладкий. Яйцеклад длиннее переднего крыла. Некоторые виды Diachasmimorpha ранее относили к роду Biosteres. Паразитируют на личинках двукрылых из семейства Tephritidae.
- Diachasmimorpha aino (Watanabe, 1938)
- Diachasmimorpha albobalteata (Cameron, 1912)
- Diachasmimorpha brevistyli (Paoli, 1934)
- Diachasmimorpha budrysi van Achterberg, 1999
- Diachasmimorpha carinata  (Szépligeti, 1910)
- Diachasmimorpha dacusii  (Cameron, 1906)
- Diachasmimorpha feijeni  van Achterberg, 1999
- Diachasmimorpha fullawayi  (Silvestri, 1913)
- Diachasmimorpha hageni  (Fullaway, 1952)
- Diachasmimorpha juglandis  (Muesebeck, 1961)
- Diachasmimorpha kraussii  (Fullaway, 1951)
- Diachasmimorpha longicaudata  (Ashmead, 1905)
- Diachasmimorpha mellea  (Gahan, 1915)
- Diachasmimorpha paeoniae  (Tobias, 1980)
- Diachasmimorpha sanguinea (Ashmead, 1889)
- Diachasmimorpha sublaevis (Wharton, 1978)
- Diachasmimorpha tryoni (Cameron, 1911) 
  - (= Opius tryoni Cameron, 1911)